# NIKI Junior
«NIKI Junior» — український дитячий телеканал, орієнтований на аудиторію «0-5 років».

## Історія
Телеканал розпочав мовлення 15 листопада 2017 року.
На етапі ліцензування група «1+1 Media» була проти видачі ліцензії телеканалам «NIKI Kids» і «NIKI Junior» Нацрадою з питань телебачення і радіомовлення. Назви і логотипи телеканалів схожі до назв і логотипів торгових марок «Nickelodeon» і «Nick Jr», ексклюзивним дистриб'ютором яких є «1+1 Digital», однак телеканали «NIKI Kids», «NIKI Junior», «EU Music» та «4ever Music» є ексклюзивним дистриб'ютором «Starlight Digital». Попри це члени Нацради одноголосно підтримали видачу супутникових ліцензій «NIKI Kids» і «NIKI Junior».
«NIKI Junior» (разом зі спорідненим каналом «NIKI Kids») володіє ексклюзивними правами на показ контенту французьких компаній «Studio Hari» і «Xilam» на території України. Ефір телеканалу також складається з мультсеріалів «Cartoon Network». Весь контент телеканалу транслюється з українським дубляжем.

## Супутникове мовлення
| Супутник         | Стандарт | Частота, МГц | Швидкість | Поляризація       | Формат зображення | FEC | Кодування  |
| ---------------- | -------- | ------------ | --------- | ----------------- | ----------------- | --- | ---------- |
| Astra 4A (4,8°E) | DVB-S2   | 11766        | 30000     | H (горизонтальна) | MPEG-4            | 2/3 | Verimatrix |

## Мультсеріали
- Аджі Баджі
- Біт Багз
- Гріззі та лемінги
- Друзяки з ферми
- Зіґґі і диво-вагон
- Іна Міна Діка
- Йо Йо
- Ківі і Стріт
- Маленькі люди
- Маленькі приятелі
- Малятко Зу
- Мандрівник Ходжі
- Моланг та його друзі
- Надувляндія
- Піратка і Капітан
- Райдужна Рубі
- Райдужні рейнджери
- Рафік, Толік та Додік
- Стрибунці
- Текс
- Хвости, в атаку!
- Щоденники Міки